# Haldensleben
Haldensleben település Németországban, azon belül Szász-Anhalt tartományban. Lakosainak száma 19 188 fő (2023. december 31.).

## Népesség
A település népességének változása:
| Lakosok száma | 19 354 | 19 247 | 19 028 | 19 267 | 19 188 |
|               | 2017   | 2019   | 2021   | 2022   | 2023   |